# Random Digit Dialing
Der Begriff Random digit dialing (RDD) bzw. Zufallstelefonbefragung bezeichnet ein Verfahren zur Stichprobenziehung bei telefonischen Befragungen. Dabei werden Teile der Telefonnummern zufällig generiert. Das Verfahren wurde in den USA entwickelt, wo die ersten drei Ziffern der zehnstelligen Telefonnummern für eine Region und die nächsten drei für eine Vermittlungsstelle stehen. Diese Kombinationen sind in Listen eingetragen und verfügbar. Durch RDD werden dann die letzten vier Ziffern zufällig angehängt.
Ein Grund für die Verwendung von RDD-Techniken ist, dass in der heutigen Zeit immer weniger Telefonanschlüsse (Festnetz oder Mobil) im Telefonbuch gelistet sind. Eine Variante des Random Digit Dialing ist das Randomized Last Digit-Verfahren.